# روبرتو گالبیاتی
روبرتو گالبیاتی (انگلیسی: Roberto Galbiati؛ زادهٔ ۱۶ سپتامبر ۱۹۵۷) بازیکن فوتبال اهل ایتالیا است.
از باشگاه‌هایی که در آن بازی کرده‌است می‌توان به باشگاه فوتبال اینتر میلان، باشگاه فوتبال اسپتزیا، باشگاه فوتبال فیورنتینا، باشگاه ورزشی لاتزیو، باشگاه فوتبال تورینو، و باشگاه فوتبال دلفینو پسکارا اشاره کرد.